# Indila
Adila Sedraïa (París, Francia, 26 de junio de 1984), más conocida por su nombre artístico Indila, es una cantante y compositora francesa de origen argelino.
Entró en el mundo del espectáculo gracias a sus múltiples colaboraciones con artistas reconocidos de género rap, entre los que se cuentan a OGB, Rohff, Soprano, TLF, Nessbeal, L'Algérino, DJ Abdel y Youssoupha. Estrenó su primer sencillo como artista en solitario, «Dernière danse», el 13 de noviembre de 2013; el mismo que forma parte de su primer disco Mini World, que salió a la venta el 24 de febrero de 2014 bajo el sello de Capitol Music France. Este sencillo se convirtió rápidamente en un éxito, alcanzando el segundo lugar en las listas de popularidad francesas.
Indila se describe como «una niña del mundo», está influenciada por muchos artistas como Michael Jackson, Ismaël Lò, Buika, Warda, Jacques Brel y Lata Mangeshkar. Indila canta a veces en francés y a veces en inglés.
Su primer álbum Mini World fue certificado triple platino en Francia y oro en Bélgica, con más de 260.000 copias vendidas en julio del 2014. La edición del mismo álbum "Mini World (Deluxe)" fue certificado platinium en Polonia.
En marzo del mismo año anuncia que está trabajando en un segundo álbum. En octubre del 2014 también anuncia una nueva edición de su álbum Mini World (Deluxe), estrenado el 17 de noviembre del 2014, el cual contiene dos canciones más («Ainsi bas la vida» y «Feuille d’automne») y versiones de «Tourner dans le vide», «Love Story» (versión orquestal) y «S.O.S» (versión acústica) con un total de 15 canciones.
Su videoclip «Dernière danse» en menos de un año logró obtener la certificación de Vevo, logrando superar los 100 millones de reproducciones en agosto del 2014, siendo la única artista francesa en obtener una certificación de Vevo en el 2014, el mismo video la llevó a experimentar ámbitos internacionales dentro y fuera de Europa.
Indila ganó el premio a mejor artista francesa 2014 de los EMA de MTV.

## Primeros años de vida
Adila Sedraïa nació el 26 de junio de 1984 en París. Su madre era cuidadora, mientras que su abuela cantaba en las bodas; ella tiene dos hermanas mayores. Indila se describe a sí misma como una "niña del mundo", ya que es de ascendencia india, argelina, egipcia y camboyana. Antes de su carrera como cantante, trabajó como guía turística en el Marché international de Rungis. Explicó que su nombre artístico proviene de su amor insaciable por la India.
Además de su francés nativo, Indila ha proporcionado voces en inglés, incluyendo "Dreamin'" con Youssoupha y "Bye Bye Sonyé" con DJ Abdel y cantó estribillos en hindi en Criminel de TLF y Thug mariage de Rohff.

## Discografía

### Álbumes
- Mini World (2014)

### Sencillos
| 2013 | Dernière danse       | 2  | 2  | 15 |
| 2014 | Tourner dans le vide | 13 | 11 | -  |
| 2014 | S.O.S.               | 8  | 5  | 60 |

### Colaboraciones
- 2023

Roi 2 cœur: Zaho junto a Indila
- 2021

Carrousel: Amir junto a Indila
- 2015

Garde l'équilibre con [H Magnum]
- 2012

Dreamin: Indila con [Youssoupha]
- 2011

Bye Bye Sonyé: Indila con DJ Abdel
Thug Mariage: Indila con Rohff
Press Pause: Indila con OGB
Hiro: Indila con Soprano
Yemma: Indila con Kayna Samet
Criminel: Indila con TLF
- 2010

Poussière d'Empire: Indila con Nessbeal
Trinite: Indila con L'Algérino